# Listers domsaga
Listers domsaga var en domsaga i Blekinge län. Den bildades 1849 och omfattade Listers härad. 1934 bildade den en gemensam domsaga med Bräkne härad, vilket även varit fallet mellan 1771 och 1848. 
Domsagan omfattade Listers härad med tingsplats i Norje till 1918, därefter Sölvesborg och bestod av ett tingslag, Listers tingslag. 
Domsagan ingick i domkretsen för Hovrätten över Skåne och Blekinge.

## Häradshövdingar
- 1849-1861 Carl Magnus Wester
- 1862-1887 Martin Johan Swenander
- 1887-1924 Robert Swenander
- 1924-1933 Karl Johan Lorentz Fagerlin